# Renúncia papal

Armas pontifícias durante a sede vacante.

A renúncia papal encontra-se enquadrada pelo cânone 332, parágrafo 2, do Código de Direito Canónico. O único requisito para que a renúncia seja válida é que seja feita "livremente e devidamente manifestada".

## Descrição
A lei canónica não especifica uma determinada pessoa ou entidade a quem o Papa deva demonstrar a sua renúncia, deixando em aberto a possibilidade de o fazer anunciar no seio da Igreja ou declarando-o ao mundo em geral. Alguns analistas acreditam que o Colégio Cardinalício, ou pelo menos o Decano do Colégio Cardinalício, deverão ser informados da renúncia, porque os cardeais devem estar absolutamente certos de que o Papa renunciou ao cargo antes de prosseguir com a eleição de um sucessor.
O termo «abdicação» não é usado nos documentos oficiais da Igreja.

## Renúncias papais
Em 1045, o Papa Bento IX renunciou, contra uma vantagem financeira, ao papado. O Papa Gregório VI, seu tio, para livrar a Igreja de Bento IX, convenceu-o a renunciar e tornou-se seu sucessor. Gregório VI demitiu-se em 1046, porque havia concluído acordo com Bento e tal era considerado simonia. O sucessor de Gregório, o Papa Clemente II, morreu em 1047 e Bento IX tornou-se papa novamente.
O exemplo mais conhecido de renúncia de um papa é a do Papa Celestino V em 1294: depois de apenas cinco meses de seu pontificado, ele publicou um decreto declarando solenemente que permite que um papa renuncie o cargo, em seguida, fez-se. Ele viveu dois anos como um eremita e mais tarde foi canonizado. O decreto papal emitido por ele levantou dúvidas entre os canonistas sobre a possibilidade de uma renúncia papal válida.
O Papa Gregório XII (1406-1415) renunciou para acabar com o Grande Cisma do Ocidente, que havia chegado ao ponto onde havia três pretendentes ao trono papal: o Papa Gregório XII, o antipapa romano Bento XIII do Papado de Avinhão e o antipapa João XXIII do Conselho de Pisa. Antes de renunciar, formalmente convocou o Concílio de Constança e permitiu que este elegesse o seu sucessor.
No dia 11 de fevereiro de 2013, por razões de saúde, o Papa Bento XVI anunciou a sua renúncia, que entrou em vigor em 28 de fevereiro do mesmo ano, às 20 horas, hora de Roma.

## Alegadas renúncias papais não concretizadas
Antes de partir para Paris para coroar Napoleão Bonaparte, em 1804, o Papa Pio VII (1800-1823), assinou um documento de renúncia, que teria efeito se ficasse aprisionado na França.
Afirmou-se que, durante a Segunda Guerra Mundial, o Papa Pio XII elaborou um documento com instruções que indicam que, se fosse removido pelo nazis, deveria ser considerado como tendo renunciado ao seu lugar e os cardeais deveriam, então, fugir para Portugal, um país neutro para eleger um sucessor.
O Papa João Paulo II teria escrito uma carta de renúncia em caso de doença incurável ou se algo acontecesse que o impedisse de cumprir os seus deveres.